# Běhulík plavý
Běhulík plavý (Cursorius cursor) je středně velký druh bahňáka z čeledi ouhorlíkovitých. Jeho celkové zbarvení je pískově hnědé, v letu nápadně kontrastuje s černou vnější částí křídla a černou spodinou křídel.

## Rozšíření
Obývá pouště, polopouště a stepi Kanárských ostrovů, Sahary, a většiny Arabského poloostrova.
Výjimečně zalétl také do České republiky, kde byl zjištěn třikrát – v květnu 1891, v srpnu 1893 a v srpnu 1929.

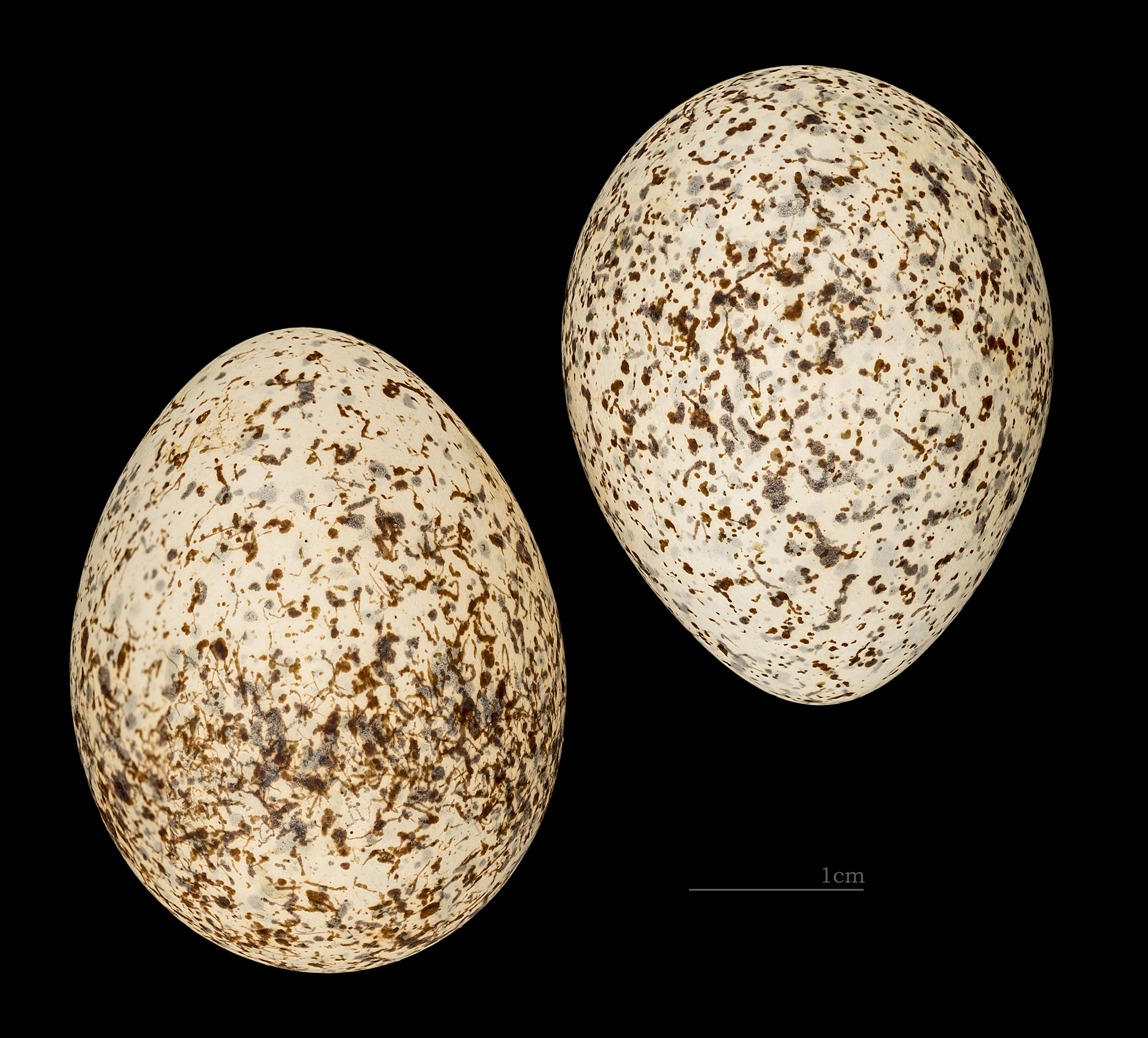
Vejce běhulíka plavého (Cursorius cursor)